# الیسیا (کالیفرنیا)
الیسیا، کالیفرنیا (به انگلیسی: Alicia, California) یک محدوده ثبت‌نشده در ایالات متحده آمریکا است که در ایالت کالیفرنیا واقع شده‌است.

## خصوصیات
الیسیا ۱۸ متر بالاتر از سطح دریا واقع شده‌است.